# Lista stadionów piłkarskich w Australii
Lista stadionów piłkarskich w Australii ułożona według oficjalnej pojemności widowni stadionu.
Lista obejmuje obiekty o pojemności minimum 5 000. W Australii znajduje się także ogromna lista stadionów i boisk poniżej tej pojemności wobec czego lista ta nie jest listą wszystkich stadionów piłkarskich w Australii. Ponadto uwzględniono tylko te stadiony, na których odbyły się lub odbywają mecze piłkarskie.
Reprezentacja Australii nie posiada jednego stadionu domowego. Swoje mecze rozgrywa na różnych obiektach.
| Stadion                           | Zdjęcie | Pojemność | Miasto           | Stan                               | Drużyny |
| --------------------------------- | ------- | --------- | ---------------- | ---------------------------------- | --- |
| Melbourne Cricket Ground          |         | 100,024   | Melbourne        |                                    | Reprezentacja Australii międzynarodowe mecze towarzyskie                                                         |
| Stadium Australia                 |         | 75,000    | Sydney           | Nowa Południowa Walia              | Reprezentacja Australii Western Sydney Wanderers FC międzynarodowe mecze towarzyskie                             |
| Optus Stadium                     |         | ~65,000   | Perth            | Australia Zachodnia                | Reprezentacja Australii międzynarodowe mecze towarzyskie West Coast Eagles FC Fremantle Dockers FC Western Force |
| Stadion Docklands                 |         | 56,347    | Melbourne        |                                    | Melbourne Victory FC Reprezentacja Australii                                                                     |
| Suncorp Stadium                   |         | 52,500    | Brisbane         | Queensland                         | Brisbane Roar FC Reprezentacja Australii                                                                         |
| Hindmarsh Stadium                 |         | 50,000    | Adelaide         | Australia Południowa               | Adelaide United FC Reprezentacja Australii                                                                       |
| Allianz Stadium                   |         | 44,000    | Sydney           | Nowa Południowa Walia              | Sydney FC Reprezentacja Australii                                                                                |
| Kardinia Park                     |         | 44,000    | Geelong          |                                    | Melbourne Victory FC                                                                                             |
| Hunter Stadium                    |         | 42,000    | Newcastle        | Nowa Południowa Walia              | Newcastle Jets FC                                                                                                |
| Melbourne Rectangular Stadium     |         | 30,050    | Melbourne        |                                    | Melbourne City FC Melbourne Victory FC                                                                           |
| Robina Stadium                    |         | 27,400    | Gold Coast       | Queensland                         | Gold Coast United FC Brisbane Roar FC                                                                            |
| Willows Sports Complex            |         | 26,500    | Townsville       | Queensland                         | North Queensland Fury FC                                                                                         |
| Canberra Stadium                  |         | 25,011    | Canberra         | Australijskie Terytorium Stołeczne | Reprezentacja Australii Reprezentacjia Australii kobiet                                                          |
| Spotless Stadium                  |         | 24,000    | Sydney           | Nowa Południowa Walia              | Western Sydney Wanderers FC                                                                                      |
| Wollongong Showground             |         | 23,000    | Wollongong       | Nowa Południowa Walia              | South Coast Wolves FC                                                                                            |
| University of Tasmania Stadium    |         | 21,000    | Hobart           | Tasmania                           | Melbourne Victory FC                                                                                             |
| Perth Oval                        |         | 20,500    | Perth            | Australia Zachodnia                | Perth Glory FC                                                                                                   |
| Central Coast Stadium             |         | 20,059    | Gosford          | Nowa Południowa Walia              | Central Coast Mariners FC                                                                                        |
| Campbelltown Stadium              |         | 20,000    | Campbelltown     | Nowa Południowa Walia              | Western Sydney Wanderers FC Sydney FC                                                                            |
| Leichhardt Oval                   |         | 20,000    | Gmina Leichhardt | Nowa Południowa Walia              | Balmain Tigers FC                                                                                                |
| North Sydney Oval                 |         | 20,000    | North Sydney     | Nowa Południowa Walia              | Northern Spirit FC                                                                                               |
| North Hobart Oval                 |         | 18,000    | Hobart           | Tasmania                           | Melbourne Victory FC                                                                                             |
| Ballymore Stadium                 |         | 18,000    | Brisbane         | Queensland                         | Brisbane Strikers FC Reprezentacjia Australii kobiet                                                             |
| Hindmarsh Stadium                 |         | 16,500    | Adelaide         | Australia Południowa               | Adelaide United FC Reprezentacjia Australii kobiet                                                               |
| Knights Stadium                   |         | 15,000    | North Sunshine   |                                    | Melbourne Knights FC                                                                                             |
| St George Soccer Stadium          |         | 15,000    | Banksia          | Nowa Południowa Walia              | St George FC |
| Lakeside Stadium                  |         | 12,000    | Melbourne        |                                    | South Melbourne FC                                                                                               |
| Edensor Park                      |         | 12,000    | Edensor Park     | Nowa Południowa Walia              | Sydney United 58 FC                                                                                              |
| Latrobe City Stadium              |         | 12,000    | Morwell          |                                    | Falcons 2000 |
| Melita Stadium                    |         | 10,000    | Chester Hill     | Nowa Południowa Walia              | Parramatta Eagles                                                                                                |
| Pittwater Park                    |         | 10,000    | Warriewood       | Nowa Południowa Walia              | Northern Spirit FC                                                                                               |
| Clive Berghofer Stadium           |         | 9,000     | Toowoomba        | Queensland                         | Toowoomba Raiders FC                                                                                             |
| Marconi Stadium                   |         | 9,000     | Fairfield        | Nowa Południowa Walia              | Marconi Stallions FC                                                                                             |
| Ballarat Regional Soccer Facility |         | 8,500     | Ballarat         |                                    | Ballarat Red Devils                                                                                              |
| Lions Stadium                     |         | 8,000     | Reservoir        |                                    | Preston Lions FC                                                                                                 |
| Lambert Park                      |         | 7,000     | Gmina Leichhardt | Nowa Południowa Walia              | APIA Leichhardt Tigers FC                                                                                        |
| Cromer Park                       |         | 5,000     | Cromer           | Nowa Południowa Walia              | Manly United FC                                                                                                  |